# Björneborgs stadshus

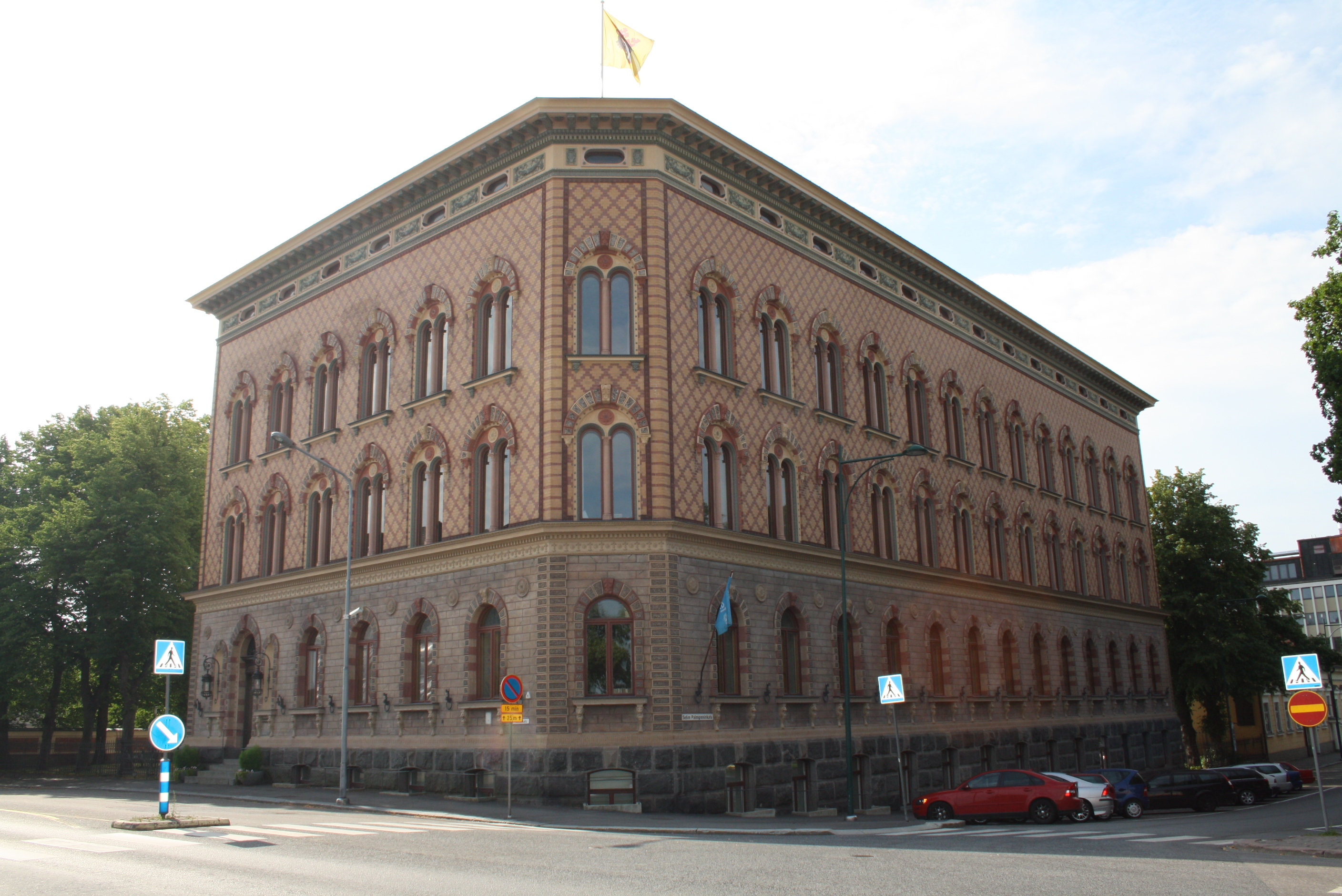
Björneborgs stadshus

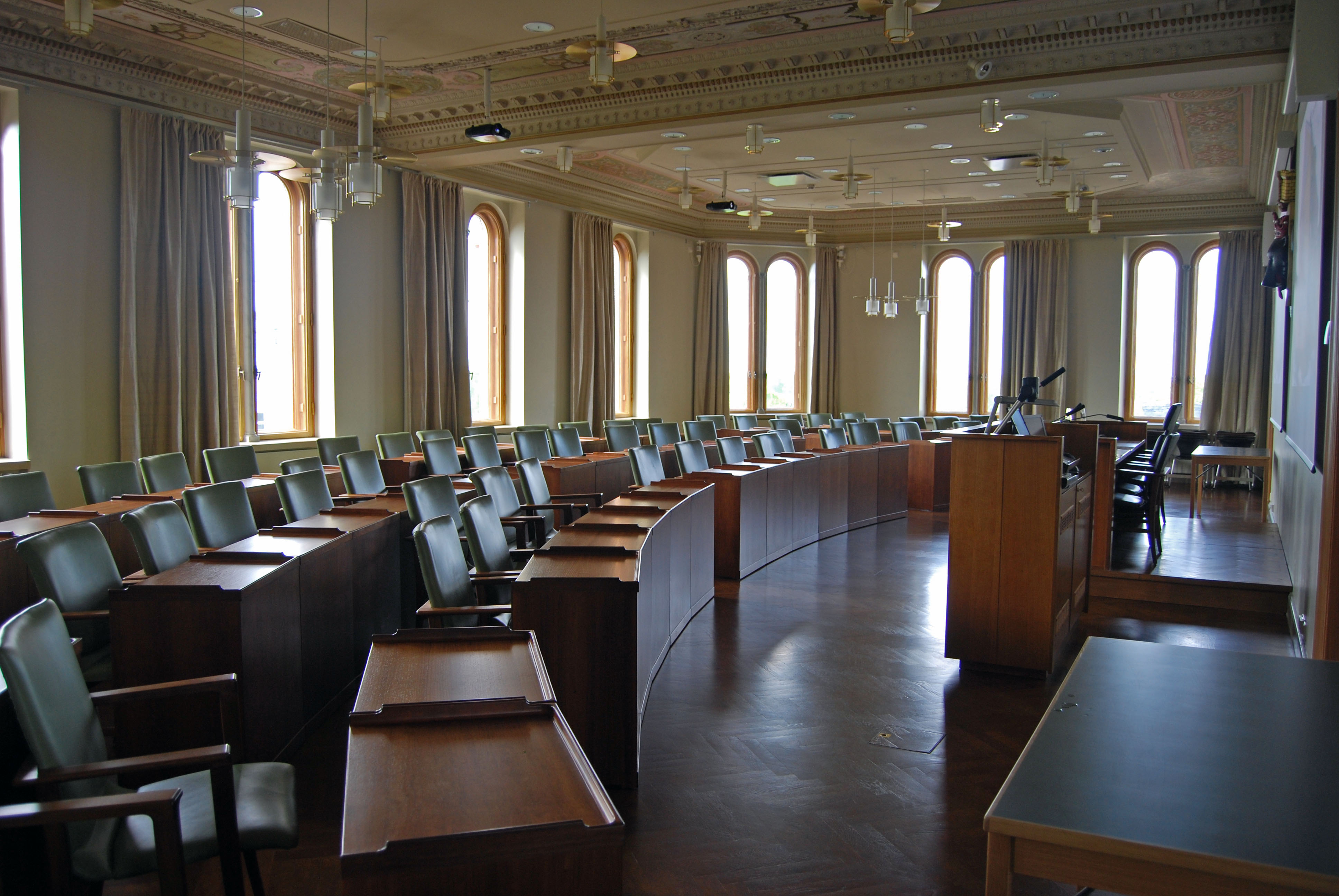
Fullmäktigesalen

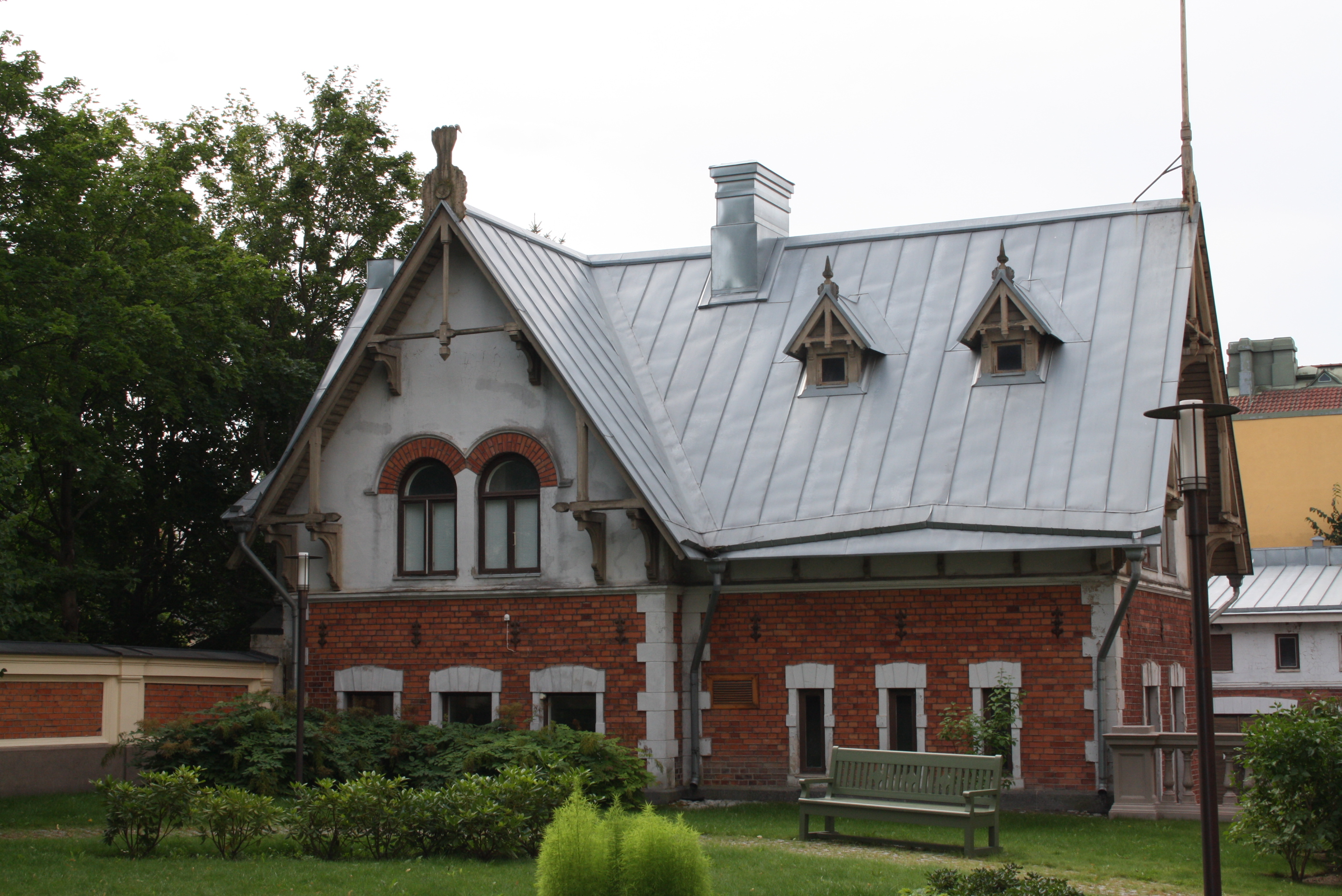
Sidohus i stadshusets park

Björneborgs stadshus, Junneliuska palatset, är beläget på Rådhusbacken i Björneborg i landskapet Satakunta. Huset är uppfört i venetiansk nyrenässansstil 1893–1895 som ett privatpalats för kommunalrådet Robert Junnelius och hans svåger, konsul Hugo Rosenlew. Byggnaden fungerade även som bankkontor för den bank Junnelius ledde och inhyste också Björneborgs Tidning. Byggnaden är ritad av den finländska arkitekten August Krook, som reste till Venedig och Florens för att hämta inspiration. Från 1963 har byggnaden fungerat som stadshus.
Ursprungligen var byggnadens första våning Robert Junnelius /1843–1900) och hans hustrus Ellen Junnelius (född Rosenlew) privatbostad. Den andra våningen användes ursprungligen av Hugo Rosenlew (1862–1915). Byggnadens sista invånare var Karin Rosenlew som bodde där fram till sin död år 1968.